# Jenny Thompson
Jennifer ("Jenny") Elisabeth Thompson (Dover, SAD, 26. veljače 1973.) je umirovljena američka plivačica, koja je po broju osvojenih olimpijskih medalja spada u red najuspješnijih Olimpijaca u povijesti.
Predstavljajući svoju zemlju na čak četiri izdanja Olimpijskih igara Thompson je kao pouzdan član momčadi medalje osvajala uglavnom u štafetnim utrkama. Bila je i svjetski prvak čak 14 puta, a više puta je rušila i različite svjetske rekorde.

## Sportski uspjesi
Vrhunac forme imala je ranih 1990-tih godina kada je bila aktualni svjetski rekorder na 50 i 100 m slobodno, te bila glavni favorit za pobjede u tim disciplinama na Igrama u Barceloni 1992. godine. Međutim, u disciplini 50 m slobodno nije došla do finala, dok je na 100 m slobodno bila druga. Zanimljivo je da tada pravila testiranja na doping nisu bila obavezna za sve olimpijske pobjednike, već se ždrijebom određivao za kontrolu samo netko od medaljaša. S obzirom na to da je u trci 100 m određeno da će se testirati samo osvajačica srebra te četvrtoplasirana, pobjednica iz Kine Zuang Jong nije morala na doping kontrolu. Thompson je tada izazvala dosta kontroverzi svojim izjavama da to nije bilo korektno te neizravnom optužbom konkurentice iz Kine za doping. Iako se na tim Igrama ti protesti nisu uvažili, od tada je postalo pravilo da se na doping u plivanju (te u većini drugih sportova, posebno sportova snage i izdržljivosti) testiraju svi pobjednici.
Iako je karijeru prekinula nakon Igara u Sydneyu 2000. godine, kasnije se ipak vratila da bi sudjelovala na Igrama u Ateni 2004. gdje je u dobi od 31 godine sudjelovala u osvajanju još dva srebra američkih štafeta.
Nakon karijere Thompson se posvetila studiju medicine, te danas radi kao anesteziolog u Bostonu, u SAD.